# (12576) Oresme
(12576) Oresme (1999 RP1) – planetoida z pasa głównego asteroid okrążająca Słońce w ciągu 4,29 lat w średniej odległości 2,64 j.a. Odkryta 5 września 1999 roku.